# Godelieve Maria De Meyer
Godelieve Maria De Meyer (Geel, 1923 – Deventer, 2001) was een Belgische geschiedkundige die vooral in Nederland werkzaam is geweest. Zij wordt vooral gewaardeerd vanwege haar uitgave van de middeleeuwse stadsrekeningen van Deventer en hiermee verband houdende publicaties.

## Studie in Gent
De Meyer was een dochter van de Vlaamse volkskundige Maurits De Meyer. Zij rondde in 1949 haar studie middeleeuwse geschiedenis aan de Rijksuniversiteit Gent af met een biografisch proefschrift. Hierna verdiepte zij zich in de volkskunde. In 1962 leidde dit tot het boek De volks- en kinderprent in de Nederlanden van de 15e tot de 20e eeuw, als medeauteur van haar vader.

## Deventer
In 1949 trouwde zij met haar studiegenoot, de in Den Haag geboren maar in Gent studerende dr. A.C.F. Koch (1923-1990), zoon van een medewerker van het Nederlandse consulaat te Gent, die in dat jaar in Deventer benoemd werd als stadsarchivaris, tevens bibliothecaris van de Atheneumbibliotheek. In Deventer schreef zij een kleine historische stadsgids die door de gemeente werd uitgegeven.
Bij het Instituut voor middeleeuwse geschiedenis van de Rijksuniversiteit Utrecht werkte zij van 1964 tot 1986 als wetenschappelijk hoofdmedewerker. Hier verzorgde zij de zesdelige uitgave van de Deventer stadsrekeningen uit de periode 1394 tot 1440. Dit leverde ook stof op voor een aantal publicaties over muntgeschiedenis. Met E.W.F. van den Elzen schreef zij een studie over de verstening van Deventer, die in 1982 verscheen. In 1984 volgde een uitgave over de schutmeestersrekeningen van Utrecht met A. Graafhuis.
In 1974 werd haar de culturele prijs van Deventer, de Gulden Adelaar, toegekend. Zij overleed op 78-jarige leeftijd in Deventer en is begraven in Cadenet.